# Saint-Marcellin (Isère)
Voor de kaas zie: Saint-Marcellin (kaas)
Saint-Marcellin is een gemeente in het Franse departement Isère (regio Auvergne-Rhône-Alpes). De plaats maakt deel uit van het arrondissement Grenoble. Saint-Marcellin telde op 1 januari 2022 7.705 inwoners. 

## Geografie
De oppervlakte van Saint-Marcellin bedroeg op 1 januari 2022 7,81 vierkante kilometer; de bevolkingsdichtheid was toen 986,6 inwoners per km².

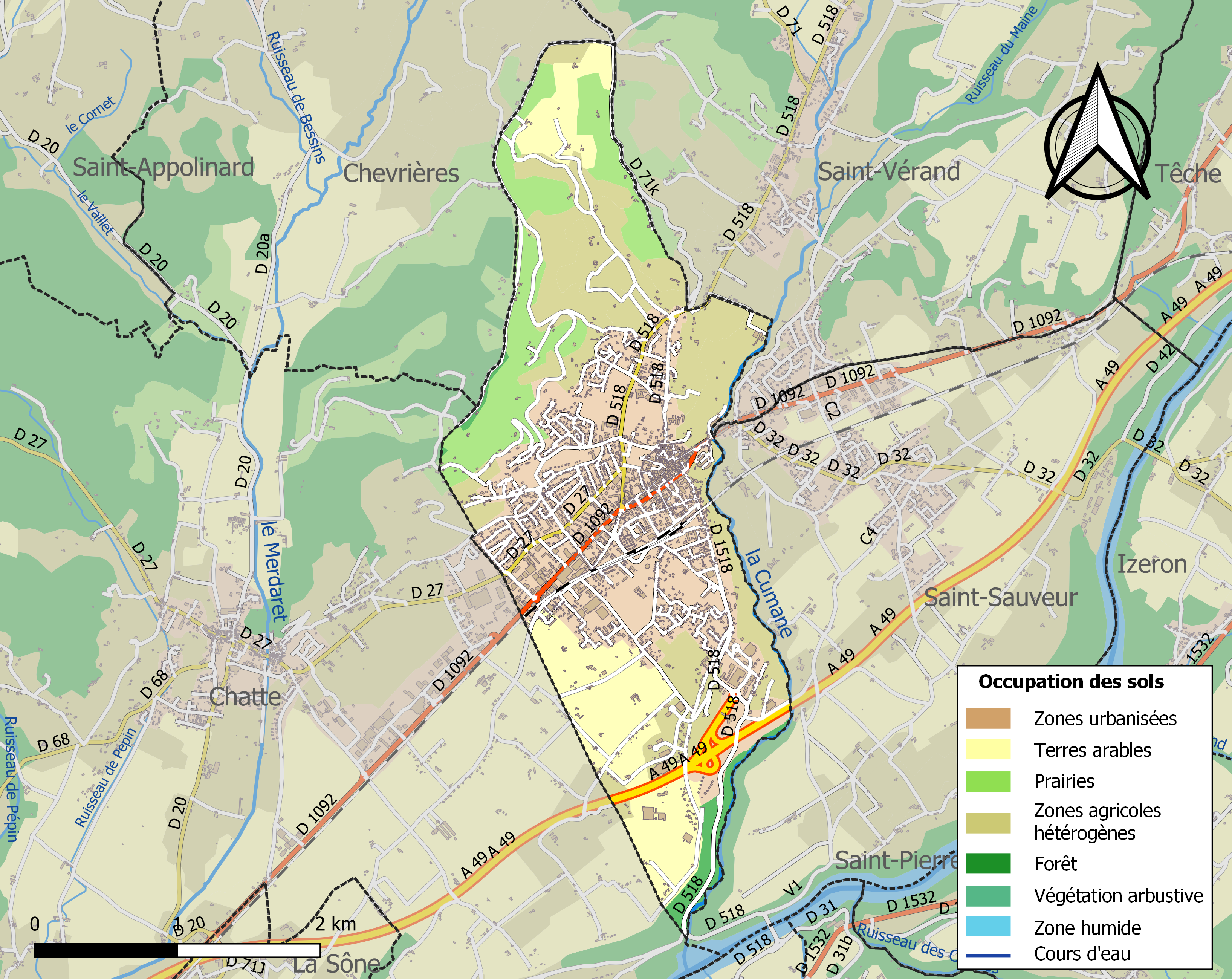
Kaart van de gemeente met de belangrijkste infrastructuur, bodemgebruik en omliggende gemeenten

## Demografie
Onderstaande figuur toont het verloop van het inwonertal (bron: INSEE-tellingen).